# Killala
Killala (irisch Cill Ala) ist eine Ortschaft im Westen der Republik Irland. Sie liegt im hohen Nordosten des Countys Mayo in der Provinz Connacht, rund 10 Kilometer nördlich der Stadt Ballina am Westufer der Killala Bay. Beim Census 2022 hatte der Ort 587 Einwohner; die Einwohnerzahl ist dabei in den letzten 25 Jahren nahezu konstant geblieben.
Killala ist neben Tuam Sitz der Diözese Tuam, Killala and Achonry der Church of Ireland. Der Sitz des römisch-katholischen Bistums Killala befindet sich in Ballina.

## Geschichte
Die Gründung des Ortes geht auf eine frühe Klostersiedlung zurück. Aus dieser Zeit ist der Rundturm erhalten geblieben.
Im Jahre 1798 landete eine französische Landungstruppe unter General Humbert mit 1000 Soldaten im Hafen von Kilcummin, nördlich von Killala. Diese Landung diente der Unterstützung des Aufstandes der United Irishmen. Die Ortschaft selbst wurde, ebenso wie Ballina, in der Folge von den Franzosen besetzt. Die Erinnerung an den Einmarsch der Franzosen wird auch heute noch wachgehalten. So erinnern Gedenktafeln in Kilcummin, Killala und Ballina an die Begebenheit.

## Sehenswürdigkeiten
- Ein im 19. Jahrhundert restaurierter 26 m hoher Rundturm
- Auf dem Friedhof der Kirche in der Nähe liegt ein Souterrain. Der Eingang erfolgt über ein Loch in der Decke einer Kammer. Auf der linken Seite ist eine kleine kurze Passage, die ein Lüftungsschacht sein kann. Auf der rechten Seite verläuft ein 12 m langer, über einen Meter hoher Gang.
- Kathedrale St. Patrick der Church of Ireland
- Kloster Moyne (erstes Kloster der observanten Franziskaner in Irland, Ruine)
- Kloster Rosserk (ehemaliges Franziskanerkloster, Ruine)
- Kloster Rathfran (ehemaliges Dominikanerkloster, Ruine)
- Wedge Tomb von Rathfran nordwestlich der Stadt

## Persönlichkeiten
- Kathleen Lynn (1874–1955), Ärztin und Politikerin